# Pterorthochaetes cribricollis
Pterorthochaetes cribricollis is een keversoort uit de familie Hybosoridae. De wetenschappelijke naam van de soort is voor het eerst geldig gepubliceerd in 1899 door Gestro.